# Brahestads ekonomiska region
Brahestads ekonomiska region (finska: Raahen seutukunta) är en av ekonomiska regionerna i landskapet Norra Österbotten i Finland. Folkmängden i regionen uppgick den 1 januari 2013 till 34 567 invånare, regionens totala areal utgjordes av 4 418 kvadratkilometer och därav utgjordes landytan av 2 608,77  kvadratkilometer.  I Finlands NUTS-indelning representerar regionen nivån LAU 1 (f.d. NUTS 4), och dess nationella kod är 174.

## Förteckning över kommuner
Brahestads ekonomiska region  omfattar följande tre kommuner: 
- Brahestads  stad
- Pyhäjoki kommun
- Siikajoki kommun

Samtliga kommuners språkliga status är enspråkigt finska. 